# John Lobb
John Lobb ist ein nach seinem Gründer benanntes, international bekanntes Schuhmacher-Unternehmen aus London, das seit 1849 existiert.
Das Unternehmen – beziehungsweise zu Lebzeiten die Person John Lobb (1829–1895) – wurde aufgrund der handwerklich hervorragend gearbeiteten Schuhe im obersten Preissegment und aufgrund von Auszeichnungen durch die britische Königsfamilie als „Schuhmacher der Könige und der König der Schuhmacher“ bezeichnet. Das in der Londoner St. James’s Street gelegene Ladengeschäft produziert und verkauft als Einzelunternehmen unter der Leitung von Nachkommen von John Lobb bis heute ausschließlich maßangepasste und individuell handgefertigte Schuhe für Herren und auch Damen sowie Accessoires. Davon unabhängig existiert seit 1976 ebenfalls unter dem Namen John Lobb eine zum französischen Hermès-Konzern gehörende Sparte, die auf den gleichen Unternehmensgründer zurückgeht, seit 1982 weltweit neben maßgefertigten auch rahmengenähte Konfektionsschuhe im obersten Preissegment für Herren verkauft und über ein internationales Netzwerk von exklusiven John Lobb Boutiquen verfügt.

## Gründung und Entwicklung des Unternehmens
Die Geschichte der Maßschuhmacherwerkstatt begann mit einem Unfall, bei dem sich John Lobb, Sohn eines Farmers aus Cornwall, ein Bein brach und nach einer missglückten Operation behindert war. Als Farmer nicht arbeitsfähig, erlernte er in London das Schuhmacherhandwerk. Nach Australien zur Goldsuche ausgewandert, fertigte er den Goldsuchern Stiefel mit hohlen Absätzen an, in denen sie ihre gefundenen Gold-Nuggets aufbewahren konnten. Diese Stiefel waren so erfolgreich, dass sich Lobb in Sydney als Schuhmacher niederließ und 1849 das nach ihm benannte Unternehmen gründete. Auf einer Ausstellung errang er mit seinen Stiefeln eine Goldmedaille, die ihn anstachelte, ein wagemutiges Projekt zu starten. Er fertigte ein Paar exklusive Reitstiefel, die er in einer Lederschachtel unaufgefordert an den damaligen Prince of Wales in die britische Heimat sandte. Dieser ernannte ihn daraufhin in Lobbs Abwesenheit zum königlichen Hoflieferanten, wodurch das Unternehmen John Lobb 1863 den ersten „Royal Warrant“ erhielt (mit dem Tod Eduard VII. im Jahr 1910 erloschen).
1866 kehrte Lobb nach London zurück und eröffnete in der Regent Street sein erstes Ladengeschäft. 1880 wurde eine Filiale in der St James’s Street unweit des St James’s Palace eingeweiht. Lobb starb 1895. Nach seinem Tod wurde das Unternehmen von seinem Sohn William Hunter Lobb († 1916) weitergeführt. 1902 öffnete unter William Hunters Regie eine John Lobb Filiale in Paris (47, Rue du Faubourg Saint-Honoré) ihre Türen. Nach William Hunters Tod führte dessen Frau Betsy Lobb († 1956) das Unternehmen, gefolgt vom gemeinsamen Sohn William († 1963). 1939 trat Williams jüngerer Bruder Eric Lobb (1907–1993), ein studierter Landwirt, in Zeiten der Great Depression in das Familienunternehmen ein; sein Bruder verließ die Firma. Noch vor dem Zweiten Weltkrieg drohte dem Unternehmen der Konkurs, und nur weil Eric Lobb nicht zum Wehrdienst zugelassen wurde, führte er die Firma weiter. Die Filiale auf der Regent Street wurde geschlossen. Während des Weltkriegs wurde das Unternehmen aus Sicherheitsgründen von einer Dependance auf dem Land aus geleitet. Die Bombardierungen zerstörten das Anwesen in der St. James’s Street und Lobb zog in ein Nachbarhaus um. Nach dem Zweiten Weltkrieg und mit der sich erholenden Wirtschaft, ging Eric Lobb äußerst erfolgreich auf Handelsreise durch Großbritannien und die USA, um seine Schuhe anzubieten. 1956 wurde Lobb als königlicher Schuhmacher vom Herzog von Edinburgh bestätigt. Seit 1962 befindet sich das Geschäft nach einem erneuten Umzug ein paar Häuser weiter in der 7-9 St James’s Street, wo einst Lord Byron residierte. 1963 zeichnet Königin Elisabeth II. John Lobb mit einem Royal Warrant aus (2008 von der Königin nicht erneuert) und 1980 erhielt die Firma den Royal Warrant von Prinz Charles. Für fast dreißig Jahre durfte sich das Geschäft in der St. James’s Street also mit drei Royal Warrants (nur von Queen Mum hätte zu ihren Lebzeiten noch ein vierter vergeben werden können) schmücken. Im Laufe der Jahre kaufte die Firma John Lobb ein gutes Dutzend Schuhmacher-Werkstätten auf und integrierte sie ins eigene Unternehmen.

### John Lobb Ltd., London

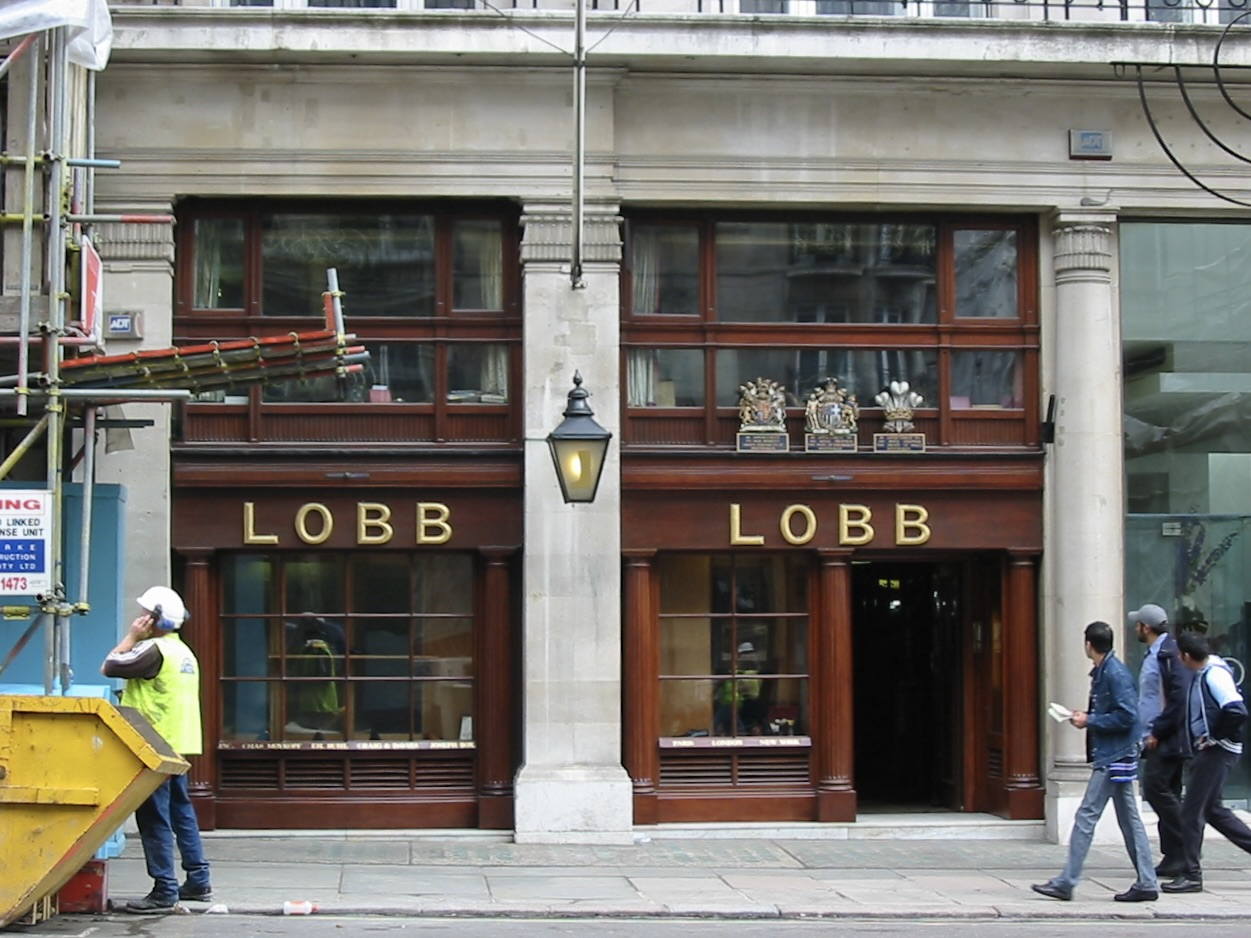
Einzige Filiale der britischen Lobb-Sparte

John Lobb Ltd., wo Eric Lobb bis ins hohe Alter tätig war, betreibt nur eine Filiale in der Londoner St. James’s Street Nr. 9 und stellt ausschließlich Maßschuhe und -stiefel aller Art hauptsächlich für Herren, aber auch für Damen, her. Das Sortiment umfasst zudem Accessoires wie Gürtel, Kleinlederwaren, Gamaschen und Schuhpflege-Utensilien. Im Londoner Geschäft werden über 30.000 angefertigte Leisten als Abdrücke von den Füßen der Kunden aufbewahrt, anhand derer weitere Modelle gearbeitet werden können. Nach dem Maßnehmen gibt es keine weiteren Anproben bis zur Übergabe der individuell gefertigten Schuhe. Die Fertigung der Schuhe kann bis zu sechs Monate oder länger betragen. Die derzeit zwei gültigen Royal Warrants gelten nur für das Geschäft in der St. James’s Street und zieren neben dem John Lobb Schriftzug in Schreibschrift und der Unterschrift „London • Paris • New York“ die Innensohlen der dort hergestellten Maßschuhe. Prinz Charles ist bekannt dafür, vornehmlich John Lobb Schuhe aus der St. James’s Street zu tragen. Maßschuhe aus der St. James’s Street beginnen preislich ca. bei 2.500 Pfund Sterling. Vertreter von John Lobb Ltd. begeben sich mehrmals im Jahr auf Handelsreise in Großbritannien, Kontinentaleuropa, den USA, Russland sowie in Japan und Hong Kong, um Kundenwünsche vor Ort zu erfüllen. Das Familienunternehmen, das den Prozess der Schuhherstellung seit 1863 nicht verändert hat, wird zum Stand 2012 in fünfter Generation von Jonathan Lobb, Ur-Ur-Enkel von John Lobb, geführt. Dessen Vater, John Hunter Lobb, Ur-Enkel des Gründers arbeitet ebenso noch im Unternehmen.

### John Lobb SAS, Paris

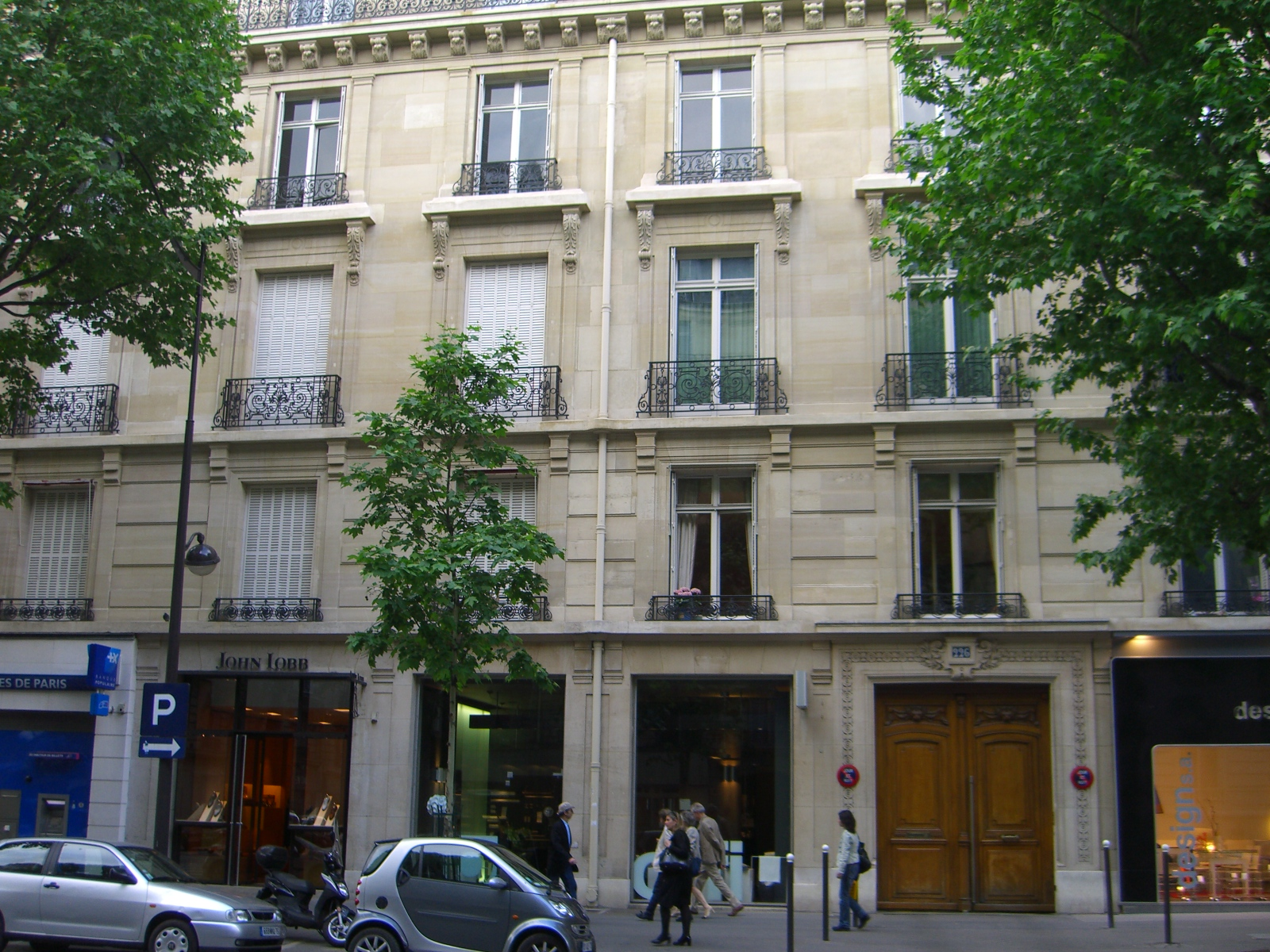
Lobb-Filiale der französischen Sparte in Paris

Seit 2016 verwendetes Logo der französischen Sparte

Bis 2016 verwendetes Logo der französischen Sparte

Als die von John Lobb Ltd. 1902 eröffnete Pariser Filiale 1976 geschlossen werden sollte, erwarb der französische Luxusgüter-Konzern Hermès die Rechte am Namen John Lobb. Davon ausgenommen war und ist die Maßschuhwerkstatt in der St. James’s Street in London, die bis heute den Nachfahren von John Lobb gehört. Hermès baute in den Folgejahren ein weltweites Vertriebsnetz mit John Lobb Boutiquen auf und führte 1982 zusätzlich rahmengenähte Konfektionsschuhe von John Lobb ein, die nicht mehr maßangepasst werden. Anfangs wurden die Konfektionsschuhe im Auftrag von Hermès von dem britischen Wettbewerber und Schuhhersteller Edward Green in Northampton gefertigt. Hermès erwarb 1990 die Aktienmehrheit an Edward Green und wollte die Konkurrenz-Marke nach wenigen Jahren stilllegen, was aber auch nach Rechtsstreits nicht gelang. Die Zusammenarbeit wurde 1994 beendet und seither wird die John Lobb Konfektionslinie in einem von Edward Green abgekauften Werk in Northampton über die Hermès-Tochtergesellschaft J. L. & Company Ltd. gefertigt („Made in England“). Die Maß-Schuhe kommen aus Paris („Made in France“); das Maß-Atelier befindet sich in der 32 rue de Mogador in Paris. Das Standard-Sortiment umfasst keine Schuhe für Damen, dafür aber zudem Accessoires wie Gürtel, Kleinlederwaren und Strümpfe für Herren sowie Schuhpflege-Utensilien. In den späten 2000er Jahren gab es Kooperationen über Schuhkollektionen mit Paul Smith und Aston Martin. Zum Stand 2012 gab es in Paris (3×), Genf, Moskau, Dubai, New York City, Costa Mesa, Tokio, Osaka, Nagoya, Fukuoka, Hong Kong (2×), Taipeh, Shanhai, Peking, Hangzhou und Seoul John Lobb Boutiquen, die von Hermès geleitet werden. Auch in London, in der Jermyn Street, existiert ein John Lobb Geschäft der französischen Division. Darüber hinaus werden diese Modelle über den gehobenen Fachhandel, beispielsweise bei Harrods, Bergdorf Goodman, Selfridges, Neiman Marcus oder Lane Crawford (Hong Kong), angeboten. Ein Ur-Enkel des Gründers, John Hunter Lobb, sitzt im John Lobb betreffenden Aufsichtsrat von Hermès. Auch die John Lobb SAS schickt Vertreter zu sogenannten Maßtagen bei Schuhhändlern in verschiedenen Ländern und Städten. Der John Lobb Schriftzug in Schreibschrift auf der Innensohle der Maß-Schuhe der französischen Sparte ist der gleiche wie der auf den Artikeln der John Lobb Ltd., nur die Royal Warrants und die Städtenamen sind darauf nicht zu finden. Für die Konfektionsschuhe besteht ein eigenes Logo. Bis 2016 bestand es aus den Initialen „JL“. 2016 wurde als neues Logo der volle Name in Druckbuchstaben präsentiert.
2014 wurde die brasilianisch-stämmige Modedesignerin Paula Gerbase, die ihr eigenes Unternehmen 1205 mit Damen- und Herrenmode führt, von Hermès zur Künstlerischen Direktorin bei John Lobb Paris ernannt. Sie führte 2016 erstmals in der Geschichte des Unternehmens eine Damenschuh-Konfektionslinie ein.
Die Preise für die maßgefertigten Schuhe von John Lobb SAS in Paris übersteigen noch die Preise der John Lobb Ltd. in London für deren Maßschuhe. Bei John Lobb SAS gibt es zudem für die Maßschuhe vor der Auslieferung der Schuhe Anproben. Die Londoner John Lobb Ltd. nimmt auf der eigenen Webseite Bezug auf die französische Sparte und gibt an, stolz darauf zu sein, dass unter der Ägide von Hermès sowohl eine Maß- als auch Konfektionslinie unter dem Namen John Lobb von Paris aus geführt wird. Ebenso verweist die Pariser John Lobb SAS auf ihrer Webseite auf das Londoner Familienunternehmen und die gemeinsamen Wurzeln.